# Campeonato Francés de Fútbol (USFSA) 1904
El Campeonato Francés de Fútbol 1904 fue la 11.ª edición de dicho campeonato, organizado por la Union des sociétés françaises de sports athlétiques (USFSA). El campeón fue el RC Roubaix.

## Torneo

### Primera ronda
- Amiens AC - RC Roubaix

### Cuartos de final
- United Sports Club 8-0 Sport Athlétique Sézannais
- RC Roubaix - Club Sportif Havrais (forfeit del Havrais)
- Olympique de Marsella 2-2 Burdigala Bordeaux (se recurrió a un desempate)
- Stade Rennais 1-0 Association Sportive des Étudiants de Caen
- Olympique de Marsella 2-0 Burdigalia Bordeaux

### Semifinales
- RC Roubaix 12-1 Stade Rennais
- United Sports Club 4-0 Olympique de Marsella

### Final
- RC Roubaix 4-2 United Sports Club